# グルータス・パーク

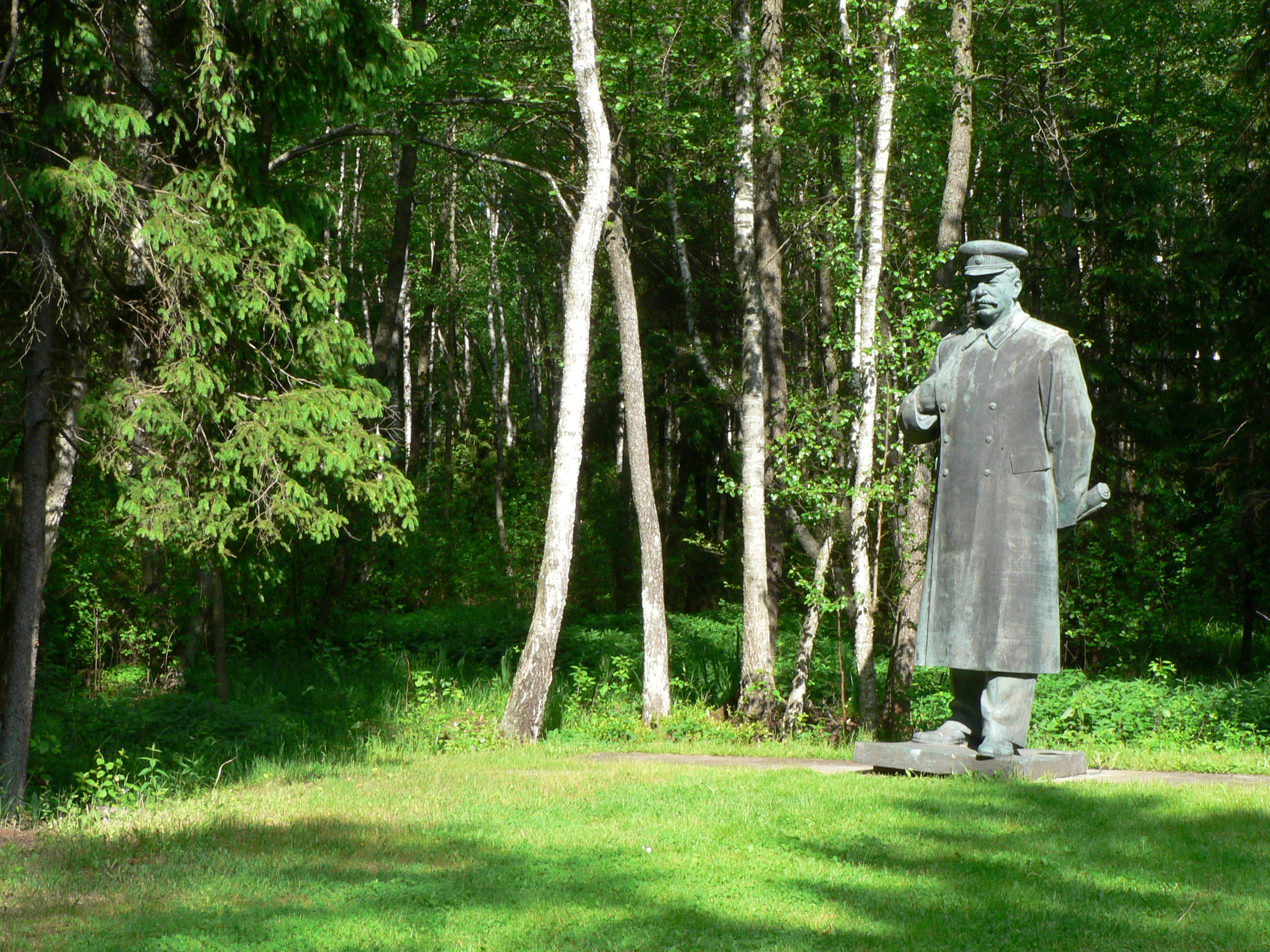
グルータス・パークにあるスターリンの像。元々はビリニュスにあった。

グルータス・パーク（リトアニア語: Grūto parkas）は、ヴィリウマス・マリナウスクスによって建てられた、ソビエト時代の像を集めた彫刻庭園。リトアニアのドルスキニンカイ付近にある。

## 開業の経緯

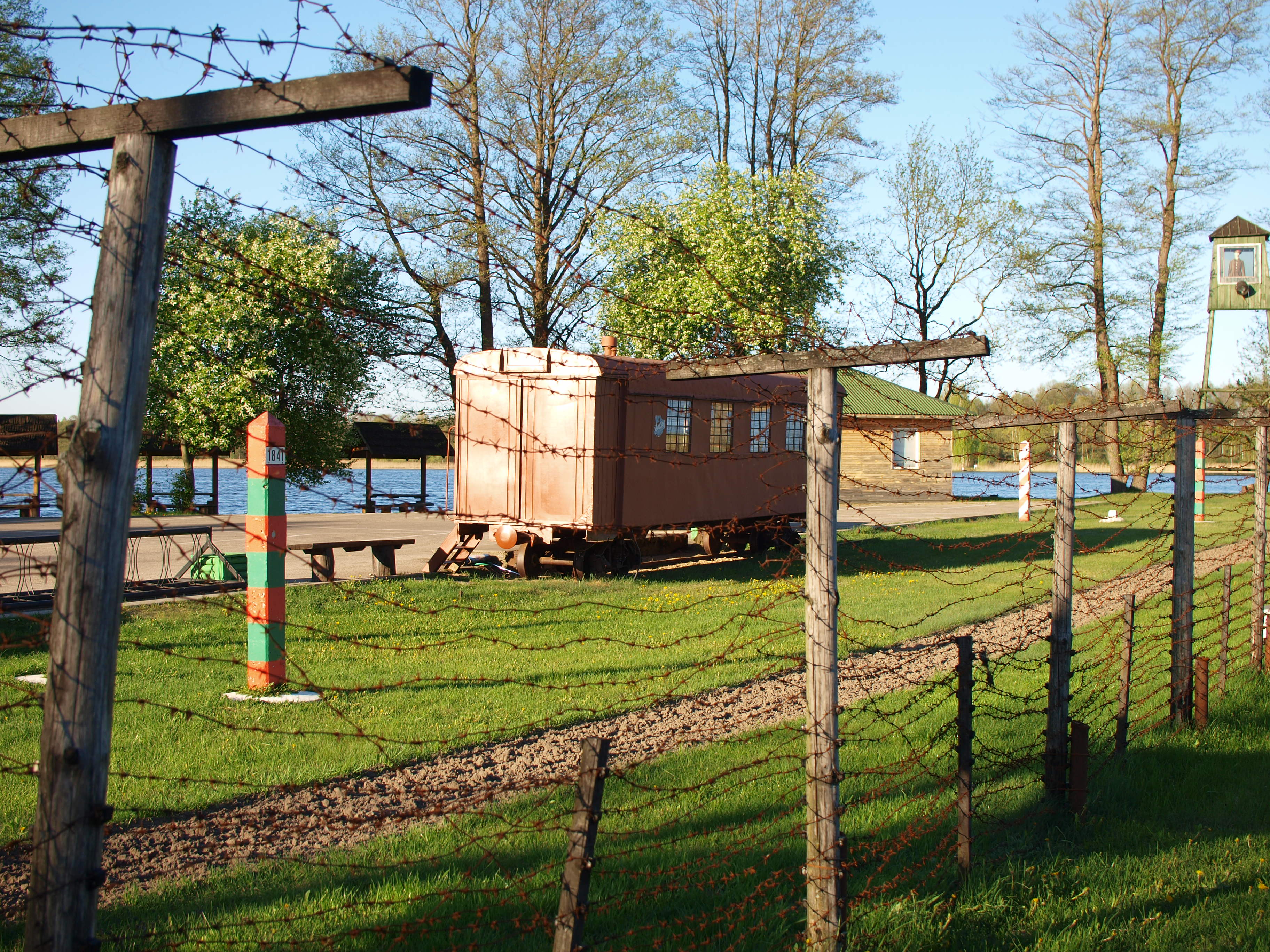
公園の有刺鉄線柵

1990年にリトアニアがソ連から独立した後、多くのソビエトの彫像が取り壊され、様々な場所に投棄された。マリナウスクスは、リトアニア当局に彫刻の所持を許可するよう要請した。その為、彼は民間資金による博物館を建設することができた。この庭園は、ズキジャ国立公園の湿地帯に作られた。その目玉は、ソビエトのグラグの木製の小道、監視塔、有刺鉄線の柵などの細かな再現である。
設立は一部から激しく反対され、今でも物議を醸している。また、原案の一部は決して認められなかった。例としては、訪問者をグラグスタイルの列車で輸送することが許可されなかった。
創設者であるマリナウスカスは、2001年のイグノーベル平和賞を受賞した。 
2007年1月から、公園はリトアニアの著作権保護機関と争っている。代理人は、彫像のいくつかを作成した7人のリトアニアの芸術家に使用料を支払うことを要求している。
公園には遊び場、ミニ動物園、カフェもあり、その全てにソビエト時代の遺物が入っている。また、特別な日には、俳優はソビエトが主催した様々な祭典の再現を上演する。

## 展示

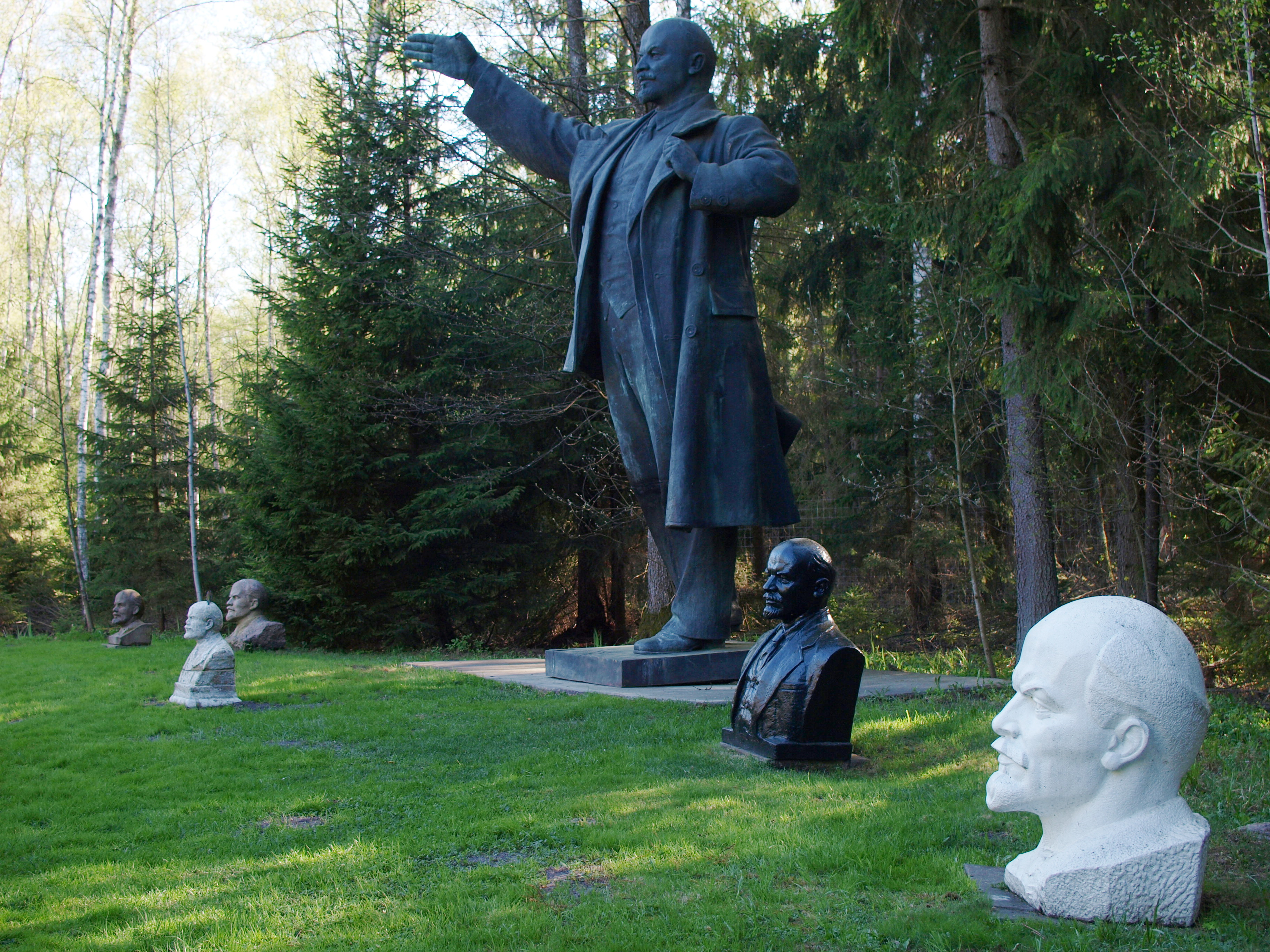
ウラジーミル・レーニンの胸像と像

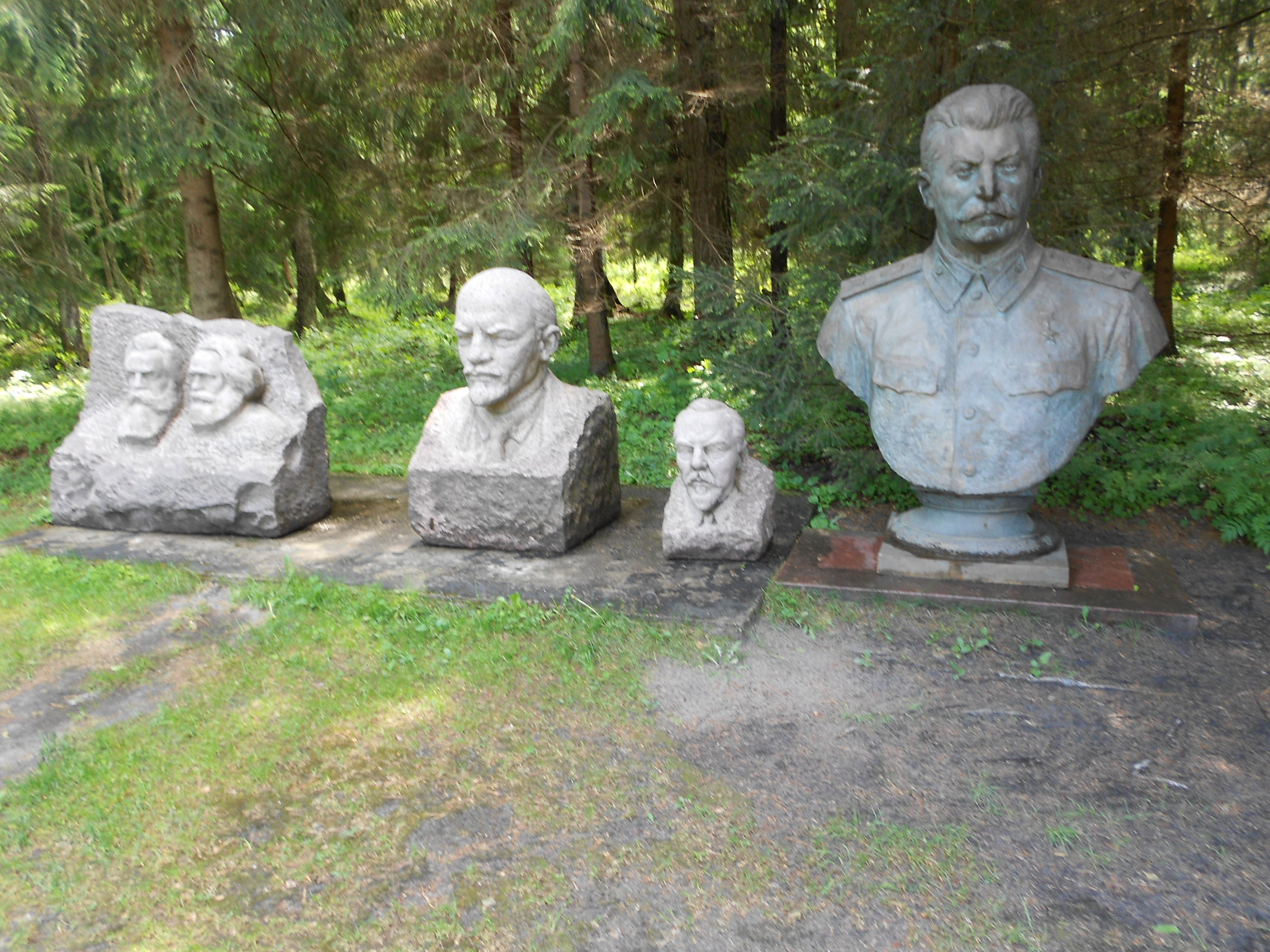
共産主義者の胸像

46人の異なる彫刻家による86の彫像で構成される展示は、円形にに配置されている。それぞれの彫像には、ソビエトまたは社会主義の活動家が描かれており、その多くはリトアニア人である。勿論、レーニン、スターリン、マルクスなどの著名な人物の像もある。 
テロのコーナーでは、リトアニア共産党の創設者（Zigmas Aleksa-Angarietis、Vincas Mickevičius-Kapsukas）、赤軍将校（Feliksas Baltušis-Žemaitis、Ieronim Uborevich）、赤色テロの主催者であるフェリックス・ジェルジンスキーの彫刻などが展示されている。
ソビエトのコーナーでは、1926年リトアニアクーデターの余波で実行されたリトアニア人共産主義者の指導者4人と、1918年から1919年のリトアニア・ソビエト戦争での活動家などが、占領と死のコーナーでは、ソビエト政権による大量の国外追放、リトアニアのパルチザンの抑圧などが展示されている。
公園エリアの20ヘクタールには監視塔、強制収容所の断片、その他のソビエトの要素がいたるところに豊富にあり、厳しいシベリアの状態を彷彿とさせる。
グルータスパークには毎年恒例のイベント、「ソビエト」の祭典が行われる。 